# Сергеев, Фёдор Петрович
Фёдор Петрович Сергеев (псевдоним на ковре Федя (Фёдор) Кожемяка, 1898, Таганрог, область Войска Донского — 1942, Астрахань, Сталинградская область) — русский и советский профессиональный цирковой борец классического стиля.

## Биография
Уроженец Таганрога. Работал на Таганрогском государственном кожевенном заводе. Спортом занялся в 1918 году в обществе «Спорт», которым руководил Н. А. Лукин, чемпион мира по гиревому спорту 1912—1913 годов. Казначеем общества был и вёл тренировки по борьбе П. К. Петренко (Григорьев), профессиональный борец и арбитр. Профессиональную карьеру Фёдор начал в 1922 году в Курске как «богатырь матушки России» и «восходящая звезда спортивного мира», получив в турнире 2-й приз за П. Крыловым, победив А. Микула. Выдвинулся в первые ряды борцов как «силач-самородок» из рабочих. Его авторитет был в то время до определённой степени «раздут», он пользовался постоянным успехом в рабочих районах. Борцовский псевдоним «Кожемяка» ему придумал в Москве И. В. Лебедев («Дядя Ваня»). Со временем уровень борьбы Кожемяки стал соответствовать его реноме.

Умер в 1942 году в Астрахани. 

## Стиль борьбы и достижения
Сильный и крепкий борец, тип «борца-самородка», высокого роста с длинной сухой фигурой, не производящий большого впечатления. Борьба тягучая и силовая, бестемпераментная и однообразная. Коронные приёмы: передний и обратный пояс, боковой подрыв, «двойной нельсон». Легко играл двойниками. 
В 1924 году в Воронеже — 3-й приз с Пличем за Булем и Квариани, с 24 победами (Овчаренко, Колотин и другие). В Горьком — 2-й приз за Квариени при ничьей с Булем, с победами над Замуковым, Жилиным и другими. В 1926 году в Воронеже — 1-й приз с Лаверёновым при победах над М. Р. Боровым, Рощиным, Кара-Мустафой, Борисовым и другими. В 1937 году в Горьком — 3-приз за Боровым и Мазенковым при победах над Чуркиным, Бондаренко и другими. 
Свою принципиальную схватку с Кожемякой на чемпионате в Туле и популярность того у публики описал в воспоминаниях борец Александр Мазур, выступавший тогда под псевдонимом Богатырёв. 